# Bayerische D V
Die zehn Dampflokomotiven der Gattung D V der Bayerischen Staatsbahn waren die ersten dreifach gekuppelten Tenderlokomotiven in Bayern.

## Beschreibung
Die Maschinen waren speziell für den Einsatz auf der steilen Strecke zwischen Plattling und Eisenstein vorgesehen. Da die Lokomotiven nicht die Leistung erbrachten, welche man sich von ihr erhofft hatte, wurden sie bald nur noch für den Rangierdienst eingesetzt. Dennoch kamen alle zehn Maschinen zur Reichsbahn, wo sie als Baureihe 8981 in den Nummernplan eingeordnet wurden. Dort wurden sie aber bald von den als Baureihe 898 eingruppierten Bayerischen R 3/3 ersetzt. Die Ausmusterung begann 1925. Als letzte wurden die 89 8106 und 89 8107 im Jahr 1928 ausgemustert.